# Товашов, Василий Ильич
Васи́лий Ильи́ч Товашо́в (19 декабря 1906, Нурьял Карамас, Сотнурская волость, Царевококшайский уезд, Казанская губерния, Российская империя ― 6 сентября 1990, Йошкар-Ола, Марийская ССР, РСФСР, СССР) ― советский юрист, государственный руководитель. Нарком юстиции Марийской АССР (1938―1942), председатель Верховного суда МАССР (1945―1957). Член ВКП(б) с 1929 года.

## Биография
Родился 19 декабря 1906 года в дер. Нуръял Карамас ныне Моркинского района Марий Эл в многодетной крестьянской семье.
Рано остался без матери. Прервал учёбу в Аринской 7-летней школе родного района, помогал отцу по хозяйству. Секретарь комсомольской ячейки в родной деревне. В 1926―1928 годах работал избачом и ликвидатором неграмотности в дд. Арино, Мари Кужер, Шоруньжа в родном районе.
В 1928―1931 годах был народным следователем в Моркинском кантоне Марийской автономной области. В 1929 году ― один из организаторов и первый председатель колхоза в родной деревне. В 1929 году принят в ВКП(б) и назначен управделами Моркинского канткома партии. В 1932 году окончил 6-месячные краевые юридические курсы в Горьком. С 1932 года ― прокурор Новоторъяльского района, с 1935 года ― Косолаповского района МАО.
В 1936 году заочно окончил Казанский юридический институт, некоторое время работал секретарём Косолаповского райкома ВКП(б). В 1938―1942 годах ― нарком юстиции Марийской АССР. В феврале ― июне 1942 года  ― начальник политотдела Моркинской МТС. В 1942―1945 годах был начальником Управления Минюста РСФСР по Вологодской области.
В 1945―1957 годах ― председатель Верховного суда Марийской АССР. В 1950 году окончил Высшие курсы усовершенствования юристов в Москве. В 1957―1958 годах, до выхода на пенсию ― консультант по юридическим вопросам Совета Министров МАССР. Будучи на пенсии, заведовал внештатным оргинструкторским отделом исполкома Йошкар-Олинского городского Совета депутатов.
В 1938―1959 годах избирался депутатом Верховного Совета Марийской АССР I―IV созыва. Член Марийского обкома КПСС.
Автор статей и заметок в периодической печати Марийской республики на правовые темы.
Скончался 6 сентября 1990 года в Йошкар-Оле. Похоронен на родине.

## Награды
- Орден «Знак Почёта» (1945, 1951)[1][3][4]
- Орден Красной Звезды (1946)[1][3][4]
- Медаль «За доблестный труд. В ознаменование 100-летия со дня рождения Владимира Ильича Ленина»[1][3]
- Почётная грамота Президиума Верховного Совета Марийской АССР (1946, 1956)[1] [3]